# Championnats du monde par équipes de patinage artistique 2023
Navigation
Mondiaux par équipes 2021 Mondiaux par équipes 2025
Les huitièmes Championnats du monde par équipes de patinage artistique ont lieu au Metropolitan Gymnasium du 13 au 16 avril 2023 à Tokyo au Japon.
Les six pays ayant eu les meilleurs résultats au cours de la saison 2022/2023 sont qualifiés pour ces championnats : le Canada, la Corée du Sud, les États-Unis, la France, l'Italie et le Japon. Chaque pays choisit deux patineurs individuels, deux patineuses individuelles, un couple artistique et un couple de danse sur glace.
La Corée du Sud participe pour la première fois aux championnats du monde par équipes.

## Palmarès final
| Rang | Médailles | Pays         | Points de l'équipe |
| ---- | --------- | ------------ | ------------------ |
| 1    | Or        | États-Unis   | 120                |
| 2    | Argent    | Corée du Sud | 95                 |
| 3    | Bronze    | Japon        | 94                 |
| 4    |           | Italie       | 83                 |
| 5    |           | France       | 80                 |
| 6    |           | Canada       | 68                 |

## Patineurs
| Pays         | Messieurs                      | Dames                              | Couples                                  | Danse sur glace                       |
| ------------ | ------------------------------ | ---------------------------------- | ---------------------------------------- | ------------------------------------- |
| Canada       | Stephen Gogolev Keegan Messing | Sara-Maude Dupuis Madeline Schizas | Deanna Stellato-Dudek / Maxime Deschamps | Piper Gilles / Paul Poirier           |
| Corée du Sud | Junwhan Cha Lee Si-hyeong      | Kim Ye-lim Lee Hae-in              | Cho Hye-jin / Steven Adcock              | Hannah Lim / Ye Quan                  |
| États-Unis   | Jason Brown Ilia Malinin       | Amber Glenn Isabeau Levito         | Alexa Scimeca Knierim / Brandon Frazier  | Madison Chock / Evan Bates            |
| France       | Kevin Aymoz Adam Siao Him Fa   | Lorine Schild Léa Serna            | Camille Mendoza / Pavel Kovalev          | Evgeniia Lopareva / Geoffrey Brissaud |
| Italie       | Daniel Grassl Matteo Rizzo     | Lara Naki Gutmann Anna Pezzetta    | Sara Conti / Niccolò Macii               | Charlène Guignard / Marco Fabbri      |
| Japon        | Shun Sato Kazuki Tomono        | Mai Mihara Kaori Sakamoto          | Riku Miura / Ryuichi Kihara              | Kana Muramoto / Daisuke Takahashi     |

## Résultats par épreuves

### Messieurs
| Rang | Nom              | Pays         | Points | Programme court | Programme court | Points pour l'équipe | Programme libre | Programme libre | Points pour l'équipe |
| ---- | ---------------- | ------------ | ------ | --------------- | --------------- | -------------------- | --------------- | --------------- | -------------------- |
| 1    | Cha Jun-hwan     | Corée du Sud | 289.15 | 2               | 101.33          | 11                   | 1               | 187.82          | 12                   |
| 2    | Ilia Malinin     | États-Unis   | 279.54 | 1               | 105.90          | 12                   | 5               | 173.64          | 8                    |
| 3    | Kevin Aymoz      | France       | 279.43 | 3               | 100.58          | 10                   | 4               | 178.85          | 9                    |
| 4    | Jason Brown      | États-Unis   | 279.04 | 4               | 95.61           | 9                    | 3               | 183.43          | 10                   |
| 5    | Matteo Rizzo     | Italie       | 275.36 | 8               | 88.01           | 5                    | 2               | 187.35          | 11                   |
| 6    | Daniel Grassl    | Italie       | 263.34 | 6               | 89.81           | 7                    | 6               | 173.53          | 7                    |
| 7    | Kazuki Tomono    | Japon        | 253.91 | 7               | 89.36           | 6                    | 9               | 164.55          | 4                    |
| 8    | Keegan Messing   | Canada       | 252.74 | 9               | 79.75           | 4                    | 7               | 172.99          | 6                    |
| 9    | Adam Siao Him Fa | France       | 247.42 | 5               | 92.82           | 8                    | 10              | 154.60          | 3                    |
| 10   | Shun Sato        | Japon        | 241.31 | 11              | 76.45           | 2                    | 8               | 164.86          | 5                    |
| 11   | Lee Si-hyeong    | Corée du Sud | 202.06 | 10              | 77.24           | 3                    | 12              | 124.82          | 1                    |
| 12   | Stephen Gogolev  | Canada       | 174.95 | 12              | 49.78           | 1                    | 11              | 125.17          | 2                    |

### Dames
| Rang | Nom               | Pays         | Points | Programme court | Programme court | Points pour l'équipe | Programme libre | Programme libre | Points pour l'équipe |
| ---- | ----------------- | ------------ | ------ | --------------- | --------------- | -------------------- | --------------- | --------------- | -------------------- |
| 1    | Lee Hae-in        | Corée du Sud | 225.47 | 1               | 76.90           | 12                   | 1               | 148.57          | 12                   |
| 2    | Kaori Sakamoto    | Japon        | 218.44 | 2               | 72.69           | 11                   | 2               | 145.75          | 11                   |
| 3    | Isabeau Levito    | États-Unis   | 213.87 | 3               | 71.22           | 10                   | 4               | 142.65          | 9                    |
| 4    | Kim Ye-lim        | Corée du Sud | 206.24 | 7               | 62.65           | 6                    | 3               | 143.59          | 10                   |
| 5    | Mai Mihara        | Japon        | 198.06 | 5               | 66.85           | 8                    | 5               | 131.21          | 8                    |
| 6    | Amber Glenn       | États-Unis   | 195.01 | 6               | 66.55           | 7                    | 6               | 128.46          | 7                    |
| 7    | Madeline Schizas  | Canada       | 184.88 | 4               | 69.76           | 9                    | 9               | 115.12          | 4                    |
| 8    | Léa Serna         | France       | 177.72 | 8               | 60.18           | 5                    | 7               | 117.54          | 6                    |
| 9    | Lorine Schild     | France       | 170.00 | 10              | 55.72           | 3                    | 10              | 114.28          | 3                    |
| 10   | Lara Naki Gutmann | Italie       | 167.95 | 12              | 51.12           | 1                    | 8               | 116.83          | 5                    |
| 11   | Anna Pezzetta     | Italie       | 162.43 | 9               | 56.13           | 4                    | 11              | 106.30          | 2                    |
| 12   | Sara-Maude Dupuis | Canada       | 148.75 | 11              | 54.31           | 2                    | 12              | 94.44           | 1                    |

### Couples
| Rang | Nom                                      | Pays         | Points | Programme court | Programme court | Points pour l'équipe | Programme libre | Programme libre | Points pour l'équipe |
| ---- | ---------------------------------------- | ------------ | ------ | --------------- | --------------- | -------------------- | --------------- | --------------- | -------------------- |
| 1    | Alexa Scimeca Knierim / Brandon Frazier  | États-Unis   | 230.12 | 1               | 82.25           | 12                   | 1               | 147.87          | 12                   |
| 2    | Riku Miura / Ryuichi Kihara              | Japon        | 224.16 | 2               | 80.47           | 11                   | 2               | 143.69          | 11                   |
| 3    | Sara Conti / Niccolò Macii               | Italie       | 200.06 | 4               | 69.84           | 9                    | 3               | 130.22          | 10                   |
| 4    | Deanna Stellato-Dudek / Maxime Deschamps | Canada       | 199.93 | 3               | 70.20           | 10                   | 4               | 129.73          | 9                    |
| 5    | Camille Mendoza / Pavel Kovalev          | France       | 178.38 | 5               | 63.60           | 8                    | 5               | 114.78          | 8                    |
| 6    | Cho Hye-jin / Steven Adcock              | Corée du Sud | 162.82 | 6               | 60.55           | 7                    | 6               | 102.27          | 7                    |

### Danse sur glace
| Rang | Nom                                   | Pays         | Points | Danse rythmique | Danse rythmique | Points pour l'équipe | Danse libre | Danse libre | Points pour l'équipe |
| ---- | ------------------------------------- | ------------ | ------ | --------------- | --------------- | -------------------- | ----------- | ----------- | -------------------- |
| 1    | Madison Chock / Evan Bates            | États-Unis   | 232.32 | 1               | 93.91           | 12                   | 1           | 138.41      | 12                   |
| 2    | Charlène Guignard / Marco Fabbri      | Italie       | 223.24 | 2               | 90.90           | 11                   | 2           | 132.34      | 11                   |
| 3    | Piper Gilles / Paul Poirier           | Canada       | 216.85 | 3               | 88.37           | 10                   | 3           | 128.48      | 10                   |
| 4    | Kana Muramoto / Daisuke Takahashi     | Japon        | 195.01 | 4               | 78.38           | 9                    | 5           | 116.63      | 8                    |
| 5    | Evgeniia Lopareva / Geoffrey Brissaud | France       | 194.67 | 5               | 76.15           | 8                    | 4           | 118.52      | 9                    |
| 6    | Hannah Lim / Ye Quan                  | Corée du Sud | 179.23 | 6               | 69.96           | 7                    | 6           | 109.27      | 7                    |